# Tenuipalpus platycaryae
Tenuipalpus platycaryae är en spindeldjursart som beskrevs av Wang 1983. Tenuipalpus platycaryae ingår i släktet Tenuipalpus och familjen Tenuipalpidae. Inga underarter finns listade i Catalogue of Life.